# Château de la Motte Fénelon
 (août 2018).
Si vous disposez d'ouvrages ou d'articles de référence ou si vous connaissez des sites web de qualité traitant du thème abordé ici, merci de compléter l'article en donnant les références utiles à sa vérifiabilité et en les liant à la section « Notes et références ».
Le château de la Motte Fénelon est un château situé dans la cité historique de Cambrai, dans le département du Nord. Il a été réalisé en 1850 par l'architecte parisien Jacques Ignace Hittorff.

## Situation
Le château de la Motte Fénelon se trouve dans le square du Château, au bout de l'allée Saint-Roch, à 2 km de la gare de Cambrai. Il est niché au cœur de son parc arboré de 8 hectares.

## Histoire

### La commande à Hittorff
Au milieu du XIXe siècle, les frères Brabant, manufacturiers blanchisseurs à Cambrai, drainent le grand marais d'Escaudœuvres et y construisent leur usine. Alphonse Brabant de Leau (1818-1881) décide alors de construire sa maison à proximité : il achète un terrain en 1844 et en confie la construction à Jacques Hittorff.

### La construction du château
Le château de Morenchies (ancienne commune de Cambrai depuis 1971) fut donc édifié vers 1850. Il deviendra d'abord le château de la Motte Saint Pierre, lors du mariage d'Anne avec Guy de la Motte Saint Pierre. 
En 1962, il est racheté par le groupe Maison Familiale.
Le château est inauguré en 1975 sous l'identité qu'on lui connaît actuellement : le château de la Motte Fénelon (du nom des anciens propriétaires : monsieur de la Motte Saint Pierre et de l'archevêque de Cambrai, François de Salignac de la Mothe Fénelon, dit Fénelon).
Sa construction en pierre blanche de Creil a été très difficile. En effet, il fallut, en raison du terrain marécageux, le bâtir sur pilotis de chêne et Hittorff conçut de vastes sous sols pour l'isoler davantage. Ces sous-sols ont été faits de pierres grises de Solesmes.
Quant à l'architecture, Michael Keine évoque sur le plan technique : « Le rez-de-chaussée à bossage rustique est doté de baies en plein cintre et le premier étage d'ouvertures rectangulaires. Les dessins cotés pour le lambrissage des murs ont été mis en œuvre avec une précision rigoureuse ». Le château « abrite ainsi l'un des rares aménagements conçus par Hittorff, encore visible à ce jour ». En effet, certains autres aspects de la demeure ont été endommagés par les guerres.

### Le château et les guerres
Le château de Morenchies ne fut pas endommagé par la guerre de 1870 et échappa aux bombardements canadiens de 1918. Cependant, il fut occupé par les Allemands qui installèrent un abri bétonné dans les caves.
La famille de la Motte Saint Pierre rentre en possession de sa demeure après l'armistice de 1918.
Malheureusement, pendant la Seconde Guerre mondiale (1940-1945), le château est à nouveau occupé : les trophées de chasse qui ornent la galerie sont volés.
La demeure, très endommagée, tombe à l'abandon et le parc ombragé disparaît sous une végétation sauvage.

### Le rachat et la rénovation du château
En 1962, le groupe Maison Familiale, promoteur immobilier international, rachète le château de Morenchies et les terrains avoisinants pour y construire la « Résidence La Forêt ». En 1973, il est décidé de restaurer le château en respectant l'architecture et la décoration initiale (plafonds peints dans les salons). Le grand escalier est prolongé jusqu'au second étage et orné d'une rampe en ferronnerie...
De même, à côté du château, les écuries bâties en briques du pays abritent aujourd'hui l'Orangerie (on peut encore y voir les stalles et les mangeoires), complexe composé de salles de séminaires d'entreprise ou de réception au rez-de-chaussée, et de chambres à l'étage.
L'ensemble occupe un terrain de 8 hectares très boisé, dont les arbres de toutes les essences connues, ont parfois plus de 150 ans d'âge.
Devenu centre de séminaires et d’évènements d'entreprises reconnu, le château de la Motte Fénelon entame en 1991 un important programme de rénovation (décoration des salons, reboisement du Parc...) et crée de nouveaux espaces, dont des chambres de plain-pied au cœur du parc et des chambres de prestige dans le château, pour devenir un hôtel étoilé.
Les insolites caves voutées en briques rouges et en pierres grises de Solesmes deviennent alors un restaurant gastronomique, nommé « Les Douves ».

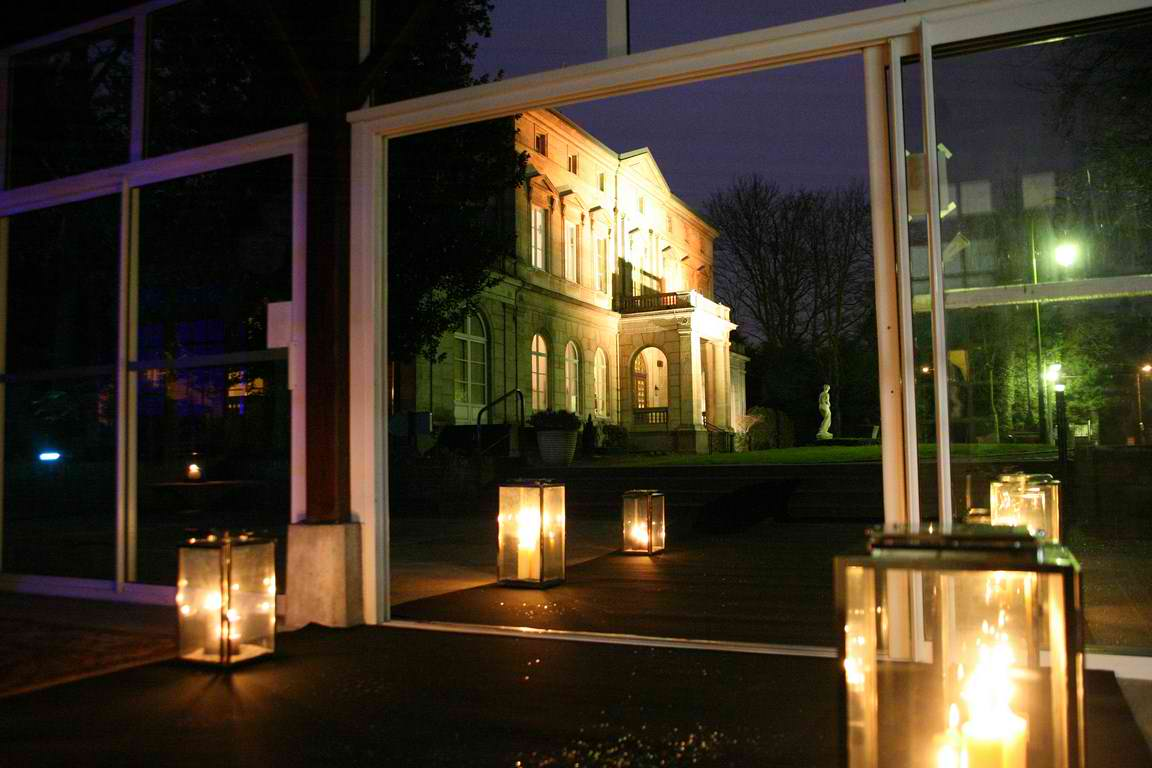
Château de la Motte Fénelon.

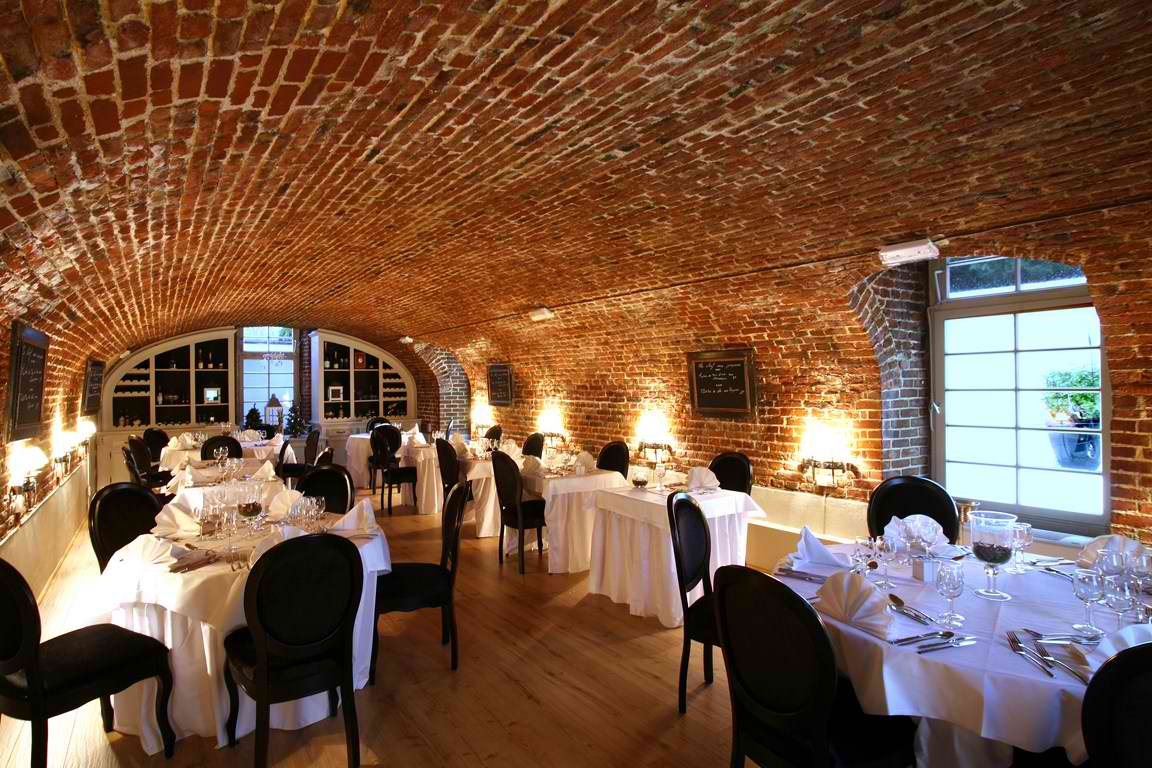
Le nouveau restaurant « Le 109 ».

## Le château aujourd'hui
En 2010, un second programme de rénovation est lancé, les salons et les chambres du château sont toutes redécorées avec goût et dans le respect de l'esprit des lieux. Le respect du travail d'Hittorff est manifeste dans la politique d'exploitation de château de la Motte Fénelon.
À chaque rénovation nécessaire, l'accent est mis sur l'éthique et la préservation du patrimoine.
Il est possible de visiter le château lors des Journées du patrimoine.
Le château de la Motte Fénelon est dirigé par Marie-Anne Delevallée, qui est également première adjointe, puis maire de Cambrai.